# 鯛の鯛

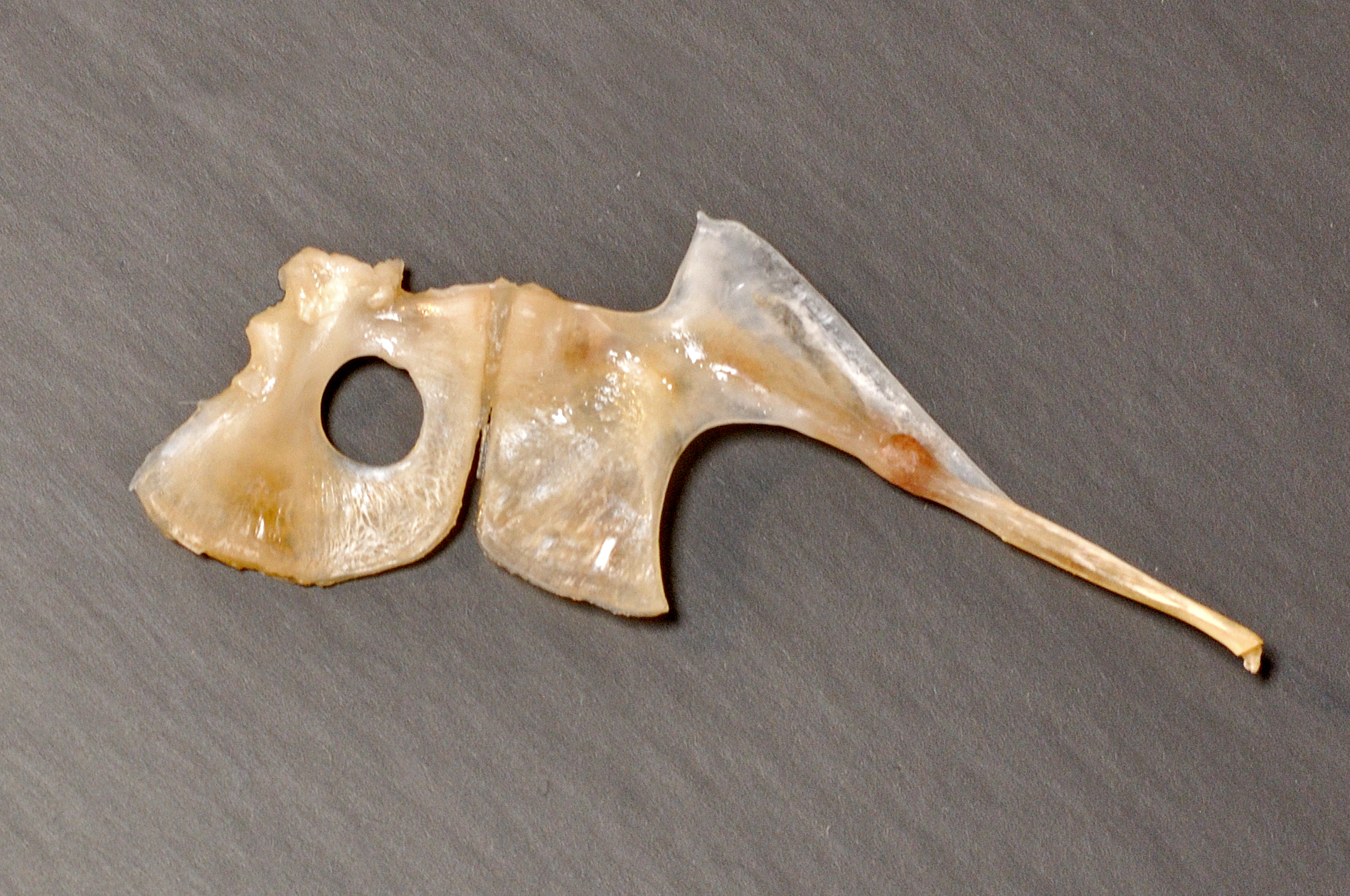
マダイの「鯛の鯛」。中央の縦の筋より左が肩甲骨、右が烏口骨。肩甲骨の穴を鯛の目に見立てる。

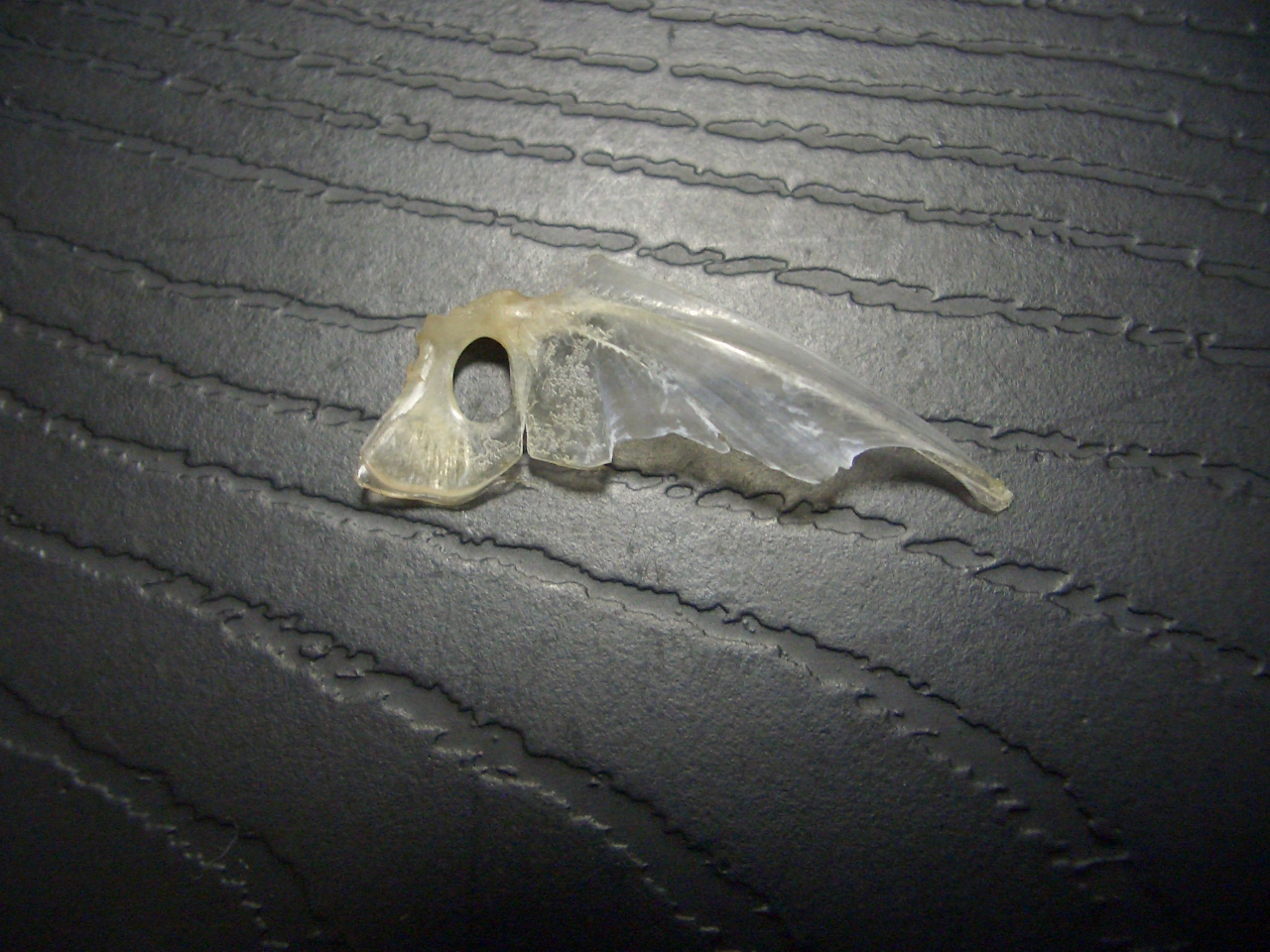
アジの開きから採取された、アジの「鯛の鯛」。アジには似ておらず、やはり鯛に似ている。

鯛の鯛（たいのたい）は、硬骨魚類の骨の一部で、姿が鯛に似た部位のことである。タイのタイや鯛中鯛（たいちゅうのたい）とも呼ばれる。

## 概要
鯛の鯛とは硬骨魚の肩帯の骨の一部であり、肩甲骨と烏口骨が繋がった状態のものである。この部位は主に胸鰭を動かす時に使われる骨であり、肩甲骨と烏口骨の両端で擬鎖骨に繋がった形でえら付近にある。肩甲骨には複数の輻射骨がくっついているが、これは鯛の鯛には入らない。
鯛の鯛において目の役目をする肩甲骨の穴は、胸鰭に繋がる神経が通っていた穴である。
基本的にほとんどの硬骨魚に存在するが、胸鰭をよく動かす魚ほど烏口骨の張り出しが大きくなり、逆にコバンザメのようにあまり鰭を使わない魚では張り出しが小さい。また、ウツボのように胸鰭がほとんど使われない魚では、鯛の鯛は取れない。
鯛の中にあるもの、とりわけマダイのものが最も形が美しいのと、いずれの魚の場合もこの部分はその魚ではなく鯛に似るためか、どの硬骨魚のこの部分も「鯛の鯛」と称する。ただし、「鰯の鰯」や「ヒラメのヒラメ」のようにその魚の呼称を重ねて呼ぶ場合もある。
しかし、その場合でも「鰯の鯛」や「ヒラメの鯛」などとは呼ばれない。

## 歴史

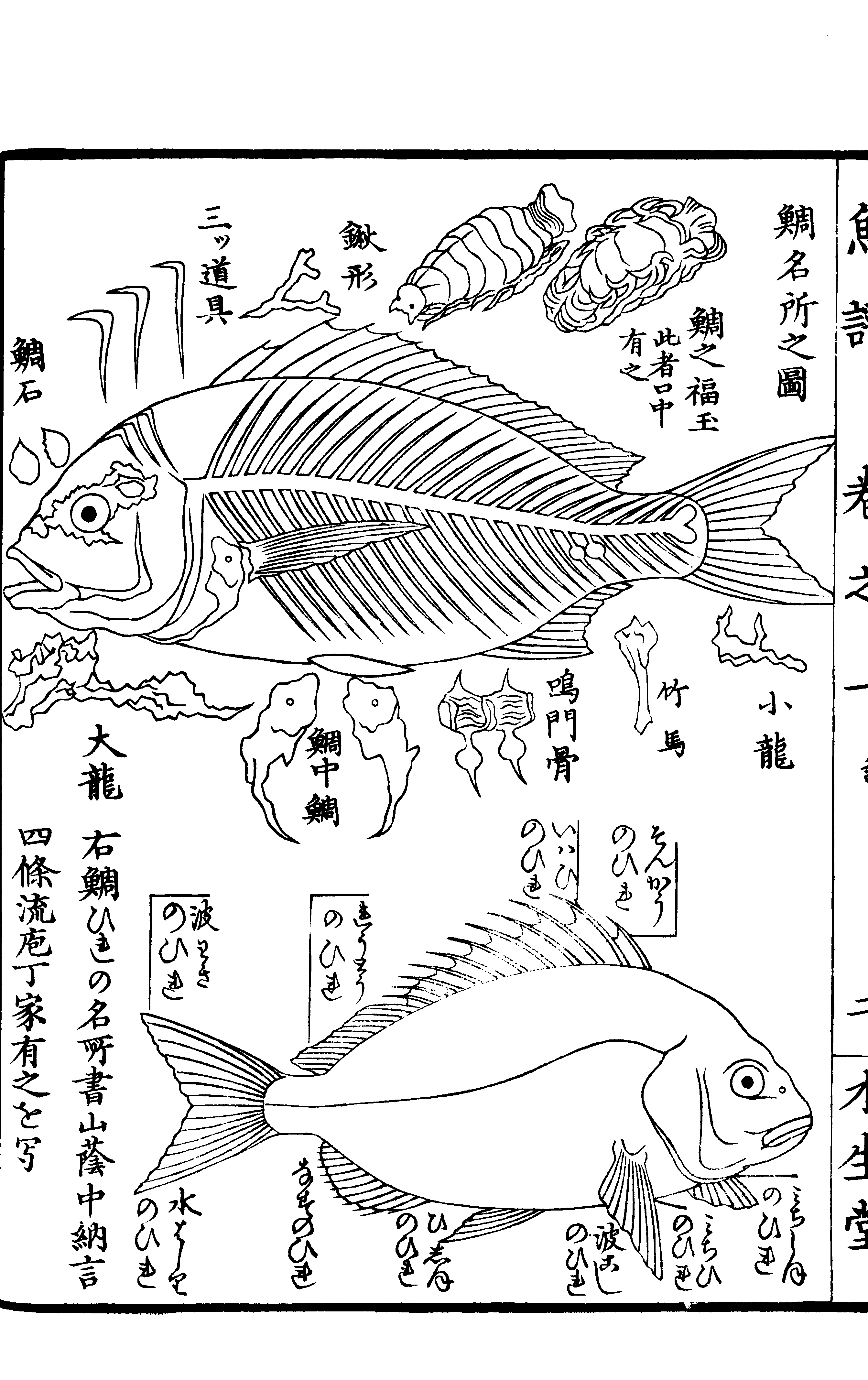
『水族寫真』より「鯛名所図会」

「鯛の鯛」は江戸時代の文献には既に「鯛中鯛」の字が見られ、「めでたい鯛の中でさらにめでたい形である」とされ、縁起物として喜ばれていた。

## 採取方法
採取する場合、魚に熱を通した方が身離れがよく採取しやすいが、焼くと身と骨がくっついてしまうことがあるため、煮付けにするのがよい。
また、肩甲骨と烏口骨の繋がりは非常に脆く、洗う際などには折れないように注意する必要がある。
骨格上、1匹の魚から左右1対の2個が取れる。